# Chomutowka (Kursk)
Chomutowka (russisch Хомутовка) ist eine Siedlung städtischen Typs in der Oblast Kursk in Russland mit 4230 Einwohnern (Stand 14. Oktober 2010).

## Geographie
Der Ort liegt gut 110 km Luftlinie westnordwestlich des Oblastverwaltungszentrums Kursk, 8 km von der Grenze zur Oblast Brjansk und knapp 15 km von der Staatsgrenze zur Ukraine entfernt. Er befindet sich an der Chatuscha, die sich 8 km nördlich mit dem Bach Romanowski zum Sew vereinigt, einem linken Zufluss der Nerussa.
Chomutowka ist Verwaltungszentrum des Rajons Chomutowski sowie Sitz der Stadtgemeinde (gorodskoje posselenije) Possjolok Chomutowka, zu der außerdem der 3 km südlich gelegene Weiler (chutor) Jelisawetinski gehört.

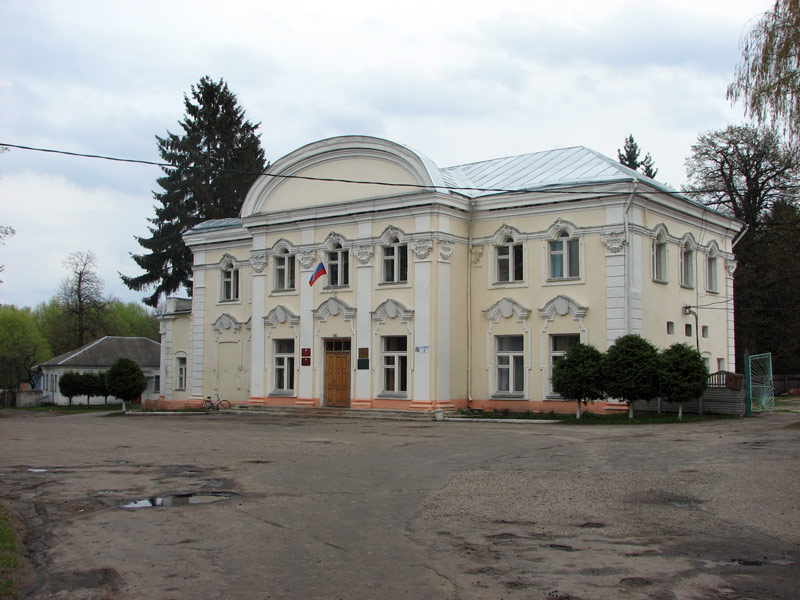
Lewschin-Landsitz aus dem 18. Jahrhundert
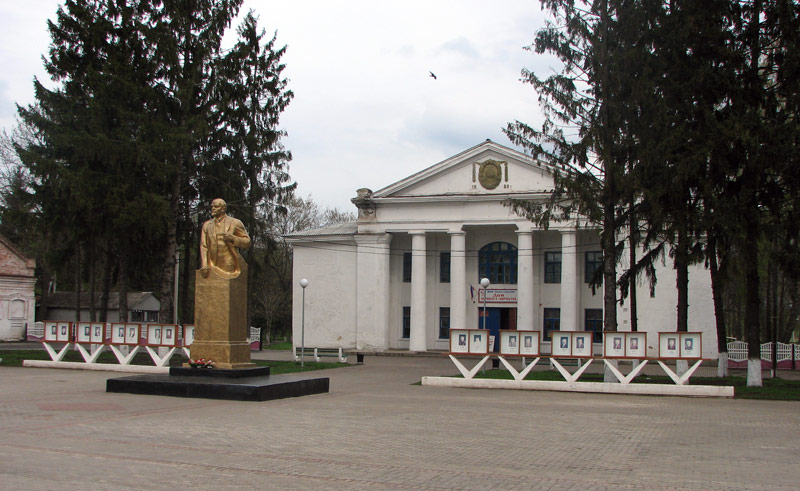
Kulturhaus und Lenin-Denkmal
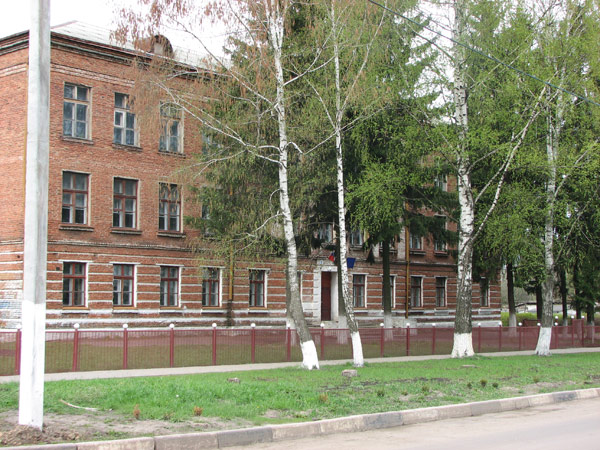
Schule
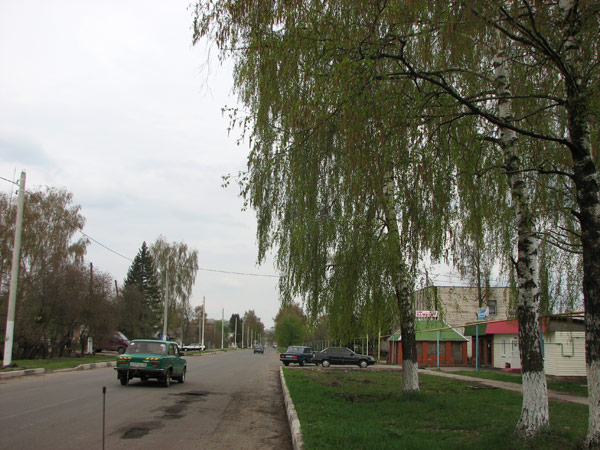
Straße in Chomutowka

## Geschichte
Der Ort wurde 1686 als Sloboda Komarizki Cholm gegründet. Später trug er die Bezeichnungen Sokolje oder Sokolowka, bis bereits in der ersten Hälfte des 18. Jahrhunderts der heutige Name in Gebrauch kam. In Folge gehörte der Ort zum Ujesd Dmitrijew und nach dessen Auflösung 1924 kurzzeitig zum Ujesd Rylsk des Gouvernements Kursk, bis er am 30. Juli 1928 Verwaltungssitz eines neu geschaffenen, nach ihm benannten Rajons wurde.
Im Zweiten Weltkrieg wurde Chomutowka Mitte Oktober 1941 von der deutschen Wehrmacht besetzt. Im Vorfeld der Schlacht am Kursker Bogen im Juli 1943 befand sich der Ort einige Monate in Frontnähe, wenig westlich der Linie, bis zu der die Rote Armee im Frühjahr 1943 nach der Rückeroberung von Kursk vorrücken konnte. Chomutowka wurde schließlich am 26. August 1943 in der Anfangsphase der Schlacht am Dnepr befreit.
1967 erhielt der Ort den Status einer Siedlung städtischen Typs.

### Bevölkerungsentwicklung
| Jahr | Einwohner |
| ---- | --------- |
| 1939 | 2182      |
| 1959 | 2647      |
| 1970 | 3990      |
| 1979 | 4953      |
| 1989 | 5578      |
| 2002 | 5050      |
| 2010 | 4230      |
| 2021 | 3750      |

Anmerkung: Volkszählungsdaten

## Verkehr
Etwa fünf Kilometer westlich von Chomutowo zweigt von der föderalen Fernstraße M3 Moskau – Brjansk – ukrainische Grenze (weiter Richtung Kiew) die A142 ab, eine Querverbindung zur M2 bei Trosna. In südlicher Richtung zweigt die Regionalstraße 38K-040 ins benachbarte Rajonzentrum Rylsk ab.
Über die A142 ist die nächstgelegene Bahnstation im 40 km entfernten, nordöstlich benachbarten Dmitrijew-Lgowski an der Strecke Brjansk – Lgow – Charkiw (Ukraine) erreichbar.